# 借屍還魂 (異世奇人)
〈借屍還魂〉（英語：The Unquiet Dead）是英國電視劇《異世奇人》系列1的第3集，於2005年4月9日在BBC One首播。本劇的編劇為馬克·加蒂斯，伊雲·羅蘭茲負責執導。演員方面，除了常設的基斯杜化·艾克斯頓飾演博士和比莉·派佩飾演羅斯·泰勒外，西蒙·卡洛串演著名的作家查爾斯·狄更斯。
本集的內容講述博士和泰勒回到1896年的英國，二人先遇上狄更斯和在殯儀館工作的女子格溫妮斯，其後又接觸到靈魂。然而，博士最終發現這些的靈魂其實是意圖入侵地球的外星人，格溫妮斯最終與外星人同歸於盡。這集是自《異世奇人》復活版播出後首次回到過去。劇集的執行製作人拉塞爾·T·戴維斯表示，這集最初打算以靈媒為主題，並選取較為嚴肅的方式進行，但最後劇組放棄了此概念。另外，儘管這集的背景是發生在卡迪夫，但考慮到這城市的建築缺乏維多利亞時代的色彩，這集的真正取景地點是在鄰近的斯旺西。
劇集在首播時共有886萬在英國觀看，雖然有觀眾投訴此集過於恐怖而不適合兒童收看，也有人認為本集帶有排外成份，但影評人大都給予正面的評價。

## 劇情
博士本打算乘坐TARDIS帶泰勒到1860年的拿玻里，但陰錯陽差下，他們來到1869年的卡迪夫。在不遠處的一間殯儀館，一名已死的老婦忽然被一團藍色的靈魂附體，並殺了其孫兒。殯儀館的主人耐德大驚，而他的助手，具透視能力的格溫妮斯則意識到老婦想找正在附近劇院演講的狄更斯。來到劇院後，靈魂忽然離開老婦的肉身，這場景嚇跑了所有的觀眾。人們驚慌的逃出劇院引起了博士和泰勒的注意，於是二人進去看過明白。這時，耐德和格溫妮斯也趕到來，他們收拾起老婦的屍體後又偷偷的把泰勒帶走。
同時，有見所有觀眾忽然離開的狄更斯把這遷怒於剛來到的博士，後者反問他是否就是狄更斯，又如數家珍的說出其著作。這使得狄更斯對博士放下戒心，並請他解釋之前發生的事。之後，博士和狄更斯來到殯儀館，耐德告訴眾人最近殯儀館出現屍體被靈魂附體的現象。博士聞之，使耐德請靈媒和這些屍體溝通。在和屍體的接通以後，大量藍色的靈魂忽然從四方八面湧現，他們自稱為格立斯，又指他們為逃離時間戰爭（The Time War）而放棄肉身，與靈魂來到地球。為一嚐擁有驅體的感受，他們只能依附人類的屍體。可是，沒有身體的他們至終變得虛弱而無法返回家鄉。為此，他們哀求天生異能的格溫妮斯化身為橋樑，使他們能通過她回到自己的星球。
博士和格溫妮斯對格立斯的遭遇深感同情，於是同意協助他們回家。但是，當格溫妮斯的橋樑開啟後，格立斯非但沒有回故鄉，反而把更多同類帶來。原來，格立斯是想借此攻侵地球。這時，博士才知道自己引狼入室，卻束手無策。格溫妮斯見狀，先把格立斯困在體內，然後開啟殯儀館的煤氣又引火自焚。這樣，她就與格立斯玉石俱焚。已經逃離殯儀館的博士等人對於格溫妮斯肅然起敬。
隨後，博士和泰勒乘坐TARDIS回到現代。在離別一刻，狄更斯感謝博士讓他參與了非常人所有的經歷，使他的思想跨進了一大步，更會為未完成的小說《艾德溫·德魯德之謎》編寫和外星人有關的結局。

### 前後鏈接
本集有三個地方與先後的劇集有關連。首先，當格立斯在殯儀館看到泰勒時，這群外星人深感惶恐，並稱她是「大惡狼」（the big bad wolf）。事實上，「惡狼」是系列1中的主題，這名詞除了出現在〈第五帝國〉外，還曾在〈核爆城市〉和〈背水一戰〉等提到。另外，劇中提過的時間戰爭曾在首集以及第二集提過。在這兩集中，博士指這場戰爭使得整個宇宙毀於一旦。另一方面，本集提及的時
間裂縫曾在〈核爆城市〉和系列3的第十一集出現。

## 製作

### 劇本創作
〈借屍還魂〉的故事沿革於《異世奇人》的執行製作人拉塞爾·T·戴維斯。他認為《異世奇人》首兩集的時空背景不是於當代就是在將來。故此，當劇集進展到第三集時，背景應該是過去。戴維斯又把TARDIS失靈的元素加入劇中，這是在舊版《異世奇人》中從未發生過的。此外，劇集的初步概念也與最終播放的版本有很大的差別。起初，劇組打算把劇情設定為耐德入住一間名為克里斯汀韋（Crippingwell）的「巫師酒店」，並發現了一名假裝成靈煤的女子住在他的下層。同時，劇集又會講述格溫妮斯弟弟遇害，因此這集本來的氣氛是相當嚴肅的。但是，隨著劇組對格溫妮斯這角色的寵愛，他們決定修改劇情，又把耐德太太這不重要的角色除去。劇集的名稱也由〈恐怖的克里斯汀韋〉（The Crippingwell Horror）或〈克里斯汀韋的天使〉（The Angels of Crippingwell）改為現今的名字。此外，本集的劇本曾多次因經費問題而要作修改。如比劇組曾想出如博士和泰勒在打開TARDIS的大門時大雪湧入以及馬車翻車等的劇情，但由於資金有限而唯有放棄。

### 選角

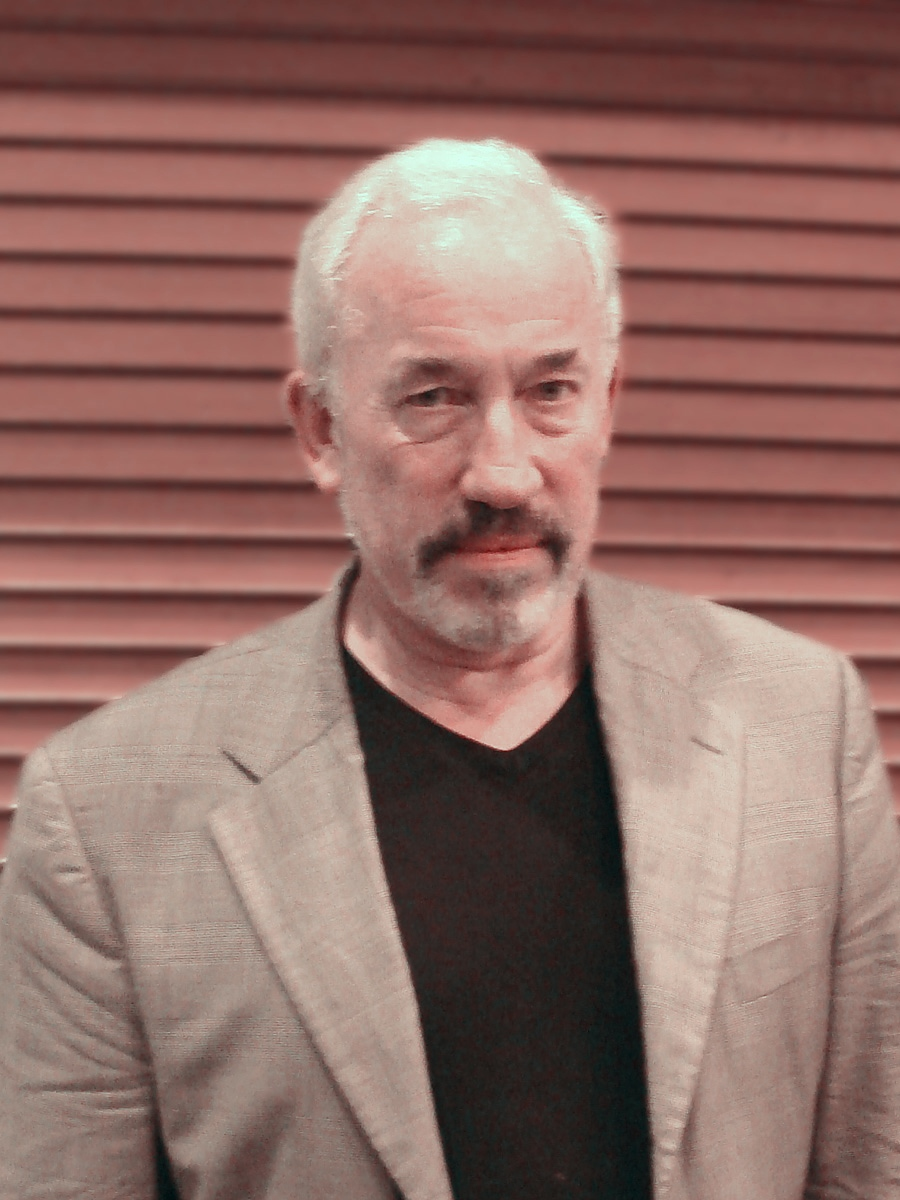
英國演員西蒙·卡洛在這一集中飾演著名的作家狄更斯

狄更斯一角由英國演員西蒙·卡洛飾演。編劇馬克·加蒂斯解釋選用他的原因是卡洛有演出狄更斯的經驗，而且他對狄更斯這作家有相當的認知。因此，加蒂斯讚揚卡洛「絕對了解狄更斯」而且「非常清楚其理念」。卡洛本人亦在收到劇本後大表欣賞，並在不久後就同意參演。值得一提的是，卡洛除了參與這集的演出外，在系列6中的〈河歌婚禮〉中又重新出現。
格溫妮斯則由伊芙·邁爾斯出演，事實上，她本人最初因與舞台劇的演出時間發行衝突而打算辭演。然而，由於她的經理人意識到格溫妮斯這角色可為邁爾斯帶來更多的名氣而堅持使她參演。拉塞爾·T·戴維斯指選用她的原因是她過去出色的演出。為此，他甚至要求劇組為邁爾斯量身定做切合她的角色。至於飾演耐德的是艾迪·大衛，他是一直看著拉塞爾·T·戴維斯長大的人。故此，T·戴維斯很樂意讓艾迪參演。

### 拍攝
劇集在2004年9月至10月期間拍攝。雖然這集的故事是發生在卡迪夫，但考慮到當地缺乏維多利亞時代的建築物，劇組決定移師到斯旺西取景。雖然如此，但在劇中博士和狄更斯相遇的劇院是在卡迪夫拍攝，地點為當地的「新劇院」。至於劇中出現的殯儀館其實是一間已經被廢置，且具維多利亞風格的兒童之家。同時，為了更切合該時代的建築特色，劇組又把兒童之家外牆的主色改為紅色和褐色。
考慮到成本的問題，劇組起初以紙碎來充當白雪。可是，飄動的紙碎引起了馬匹的不安而無法完成拍攝工作。為此，劇組最終決定使用泡沫。另外，為拍攝屍體四出行走一幕，演員需帶上隱形眼鏡以及化妝。格立斯則是由英國電影製作公司The Mill通過電腦生成圖像繪畫，而為格立斯配音的是佐伊·索恩，她指最大的挑戰是要與格立斯的口型同步。

## 發行和反響
〈借屍還魂〉2005年4月9日晚上在英國BBC One首播。初步的收視報告指，英國當晚共有830萬人通過電視收看這集收視率為37%。在隨後發報的調查中，收看人數上升至886萬。在欣賞指數方面，這集的得分是80。《異世奇人》系列1的DVD收錄了這集，並在2005年8月1日上市，它的再版則在同年11月21日發行。

### 專業評價
劇集取得偏向正面的評價。《Digital Spy》大讚這集「令人心寒」，而且謎團設計得很好。雜誌《Now Playing》給了本集A-的分數，又稱雖然這集有些瑕疵，但總體來說還是「讓人驚嘆的」。在2013年，《廣播時報》的馬克·波頓指這集的劇本寫得很好，而且氣氛也營造得相當不錯。在《誰是博士》（Who Is the Doctor）一書中，影評家格雷姆·伯克認為這集是「令人非常、非常失望」，全因劇集的故事太過平淡，而且劇中僅描述格立斯是奸角，卻沒有解釋他們侵入的動機。書中的另一名作家羅拔也批評這集是「混亂不堪」的。他認為T·戴維斯嘗試重新打造《異世奇人》，但顯然是未如人意的。更重要的是，這集的故事沒有任何跌蕩。不過，羅拔對艾克斯頓和派佩的演出表示欣賞。

### 批評
這集是播出後遭到部份的家長投訴內容過於恐怖，並不適合年幼的子女觀看。對於這批評，BBC反駁《異世奇人》的對象並非幼童。此外，《異世奇人》小說版的作者勞倫斯·麥爾斯於網上撰文質疑這集具有排外色彩，並認為本集宣揚著「所有外國人都是入侵者」。然而，麥爾斯的評論並得不到網民的認同，他們認為麥爾斯及表這文章僅為他與馬克·加蒂斯不和之故。不久後，麥爾斯刪除該評論，並重新發表了另一篇文章。儘管如此，在他的另一網頁中還是可見於這篇批評文章。

## 資料來源
1. ↑  . BBC.   [2012-03-26]. （原始内容存档于2012-02-05）.
2. ↑  . BBC.   [2013-02-18]. （原始内容存档于2020-08-12）.
3. ↑  Burk and Smith? p. 15
4. 1 2 3 4 5 6 7 8  . . 第1系列. 第3集. 9-4-2005. BBC. BBC Three.
5. ↑  Mark Gatiss.  (DVD). Doctor Who: The Complete First Series Disc 1: BBC. 2005.
6. 1 2 3 4 5 6 7 8 9 10 11  Simon Callow; Mark Gatiss; Euros Lyn.  (DVD). Doctor Who: The Complete First Series Disc 1: BBC. 2005.
7. ↑  Gatiss, Mark. . BBC Books. 2005. ISBN 0-563-48641-4.
8. ↑  Nazzaro, Joe. . Sci Fi Wire. 2006-03-22  [2012-03-30]. （原始内容存档于2007-03-12）.
9. 1 2   (新闻稿). BBC. 5-4-2005  [2012-03-27]. （原始内容存档于2015-10-15）.
10. 1 2  Golder, Dave. . SFX. 2012-02-21  [9-10-2012]. （原始内容存档于2012-07-14）.
11. 1 2  . BBC Press Office. 2006-02-24  [9-8-2010]. （原始内容存档于2018-12-05）.
12. ↑  . BBC.   [2011-12-19]. （原始内容存档于2008-01-20）.
13. ↑  Timms, Dominic. . The Guardian. 2005-04-18  [2012-03-29]. （原始内容存档于2008-09-07）.
14. ↑  Russell, Gary. . London: BBC Books. 2006: 139. ISBN 978-0-563-48649-7.
15. ↑  Sullivan, Shannon. . A Brief History of Time (Travel). 2009-10-17  [2013-08-25]. （原始内容存档于2020-05-02）.
16. ↑  Hogan, Dek. . Digital Spy. 2005-04-17  [2012-04-28]. （原始内容存档于2015-09-23）.
17. ↑  Blumburg, Arnold T. . Now Playing. 2005-04-13  [2013-01-24]. （原始内容存档于2005-04-13）.
18. ↑  Braxton, Mark. . Radio Times. 5-2-2013  [2013-02-18].
19. ↑  Burk and Smith? p. 15-16
20. 1 2 3 4  Burk and Smith? p. 16-17
21. ↑  Plunkett, John. . The Guardian. 14 April 2005  [27 March 2012]. （原始内容存档于2010-04-06）.
22. ↑  Miles, Lawrence. . Mileswatch. 9-4-2005  [2013-02-18]. （原始内容存档于2020-05-27）.
23. 1 2  Miles, Lawrence. . Mileswatch. 12-4-2005  [2013-02-18]. （原始内容存档于2020-05-27）.